# Miecz i Pług
Miecz i Pług (właściwie: Ruch „Miecz i Pług”, później Zjednoczone Organizacje oraz Ruch „Miecz i Pług”, Ruch „MiP”; Zjednoczone Organizacje Ruchu „Miecz i Pług”, ZOR „MiP”) – konspiracyjna organizacja polityczno-wojskowa, utworzona w listopadzie 1939 w Warszawie przez działaczy chrześcijańsko-narodowych. Jednym z jej założycieli i pierwszym przywódcą był ks. Leon Poeplau ps. „Wolan”. Po jego aresztowaniu przywódcą został dotychczasowy zastępca Anatol Słowikowski ps. „Andrzej Nieznany”, następnie Antoni Szałkowski ps. „Antoni”, „Rafał”. Miecz i Pług zakładali również: Zbigniew Grad ps. „dr Zbyszek”, Albin Białobrzeski, Władysław Byszk ps. „Sewer”, Aleksander Kowalik ps. „Aleksander”.

## Program
Pierwotnie Ruch „Miecz i Pług” miał charakter organizacji ideowo-wychowawczej. programowano zbliżonej do endecji i chadecji. Postulował stworzenie „nowej Polski” i „nowego Polaka”. Interesem Polski miał stanowić interes wszystkich warstw społecznych. Ruch „Miecz i Pług” krytykował podziały klasowe i religijne, które miały stanowić przyczynę konfliktów wewnętrznych w Polsce. Z czasem Ruch „Miecz i Pług” zaczął głosić, że Polska miała stanowić centrum Imperium Słowiańskiego, miała być państwem demokratycznym, opierającym się na samorządzie terytorialnym, gospodarczym, szkolnym i zawodowym. Ruch „Miecz i Pług” głosił, że partie polityczne są niezdolne do zjednoczenia całego społeczeństwa. Jednocześnie Polska miała stać się mocarstwem w Europie, posiadać kolonie zamorskie oraz obejmować obszar zamieszkały przez narody słowiańskie, obejmujący obszar od Morza Bałtyckiego do Morza Czarnego. Władza centralna miała opierać się na etyce chrześcijańskiej. Ponadto do Polski miały przynależeć również obszary zachodnie do Odry i Nysy Łużyckiej, Prusy Wschodnie, Śląsk i Gdańsk. Organizacja potępiała faszystowski i komunistyczny system totalitarny. Ruch „Miecz i Pług” wspierał ideę utworzenia niepodległego państwa żydowskiego oraz domagał się całkowitego wysiedlenia ludności niemieckiej z Polski.

## Struktura organizacyjna
Na czele organizacji stała Rada Naczelna. Organem wykonawczym było Centralne Kierownictwo Ruchu, na czele z przewodniczącym rady. Kierownictwo dzieliło się na wydziały:
- wojskowy – kierowany przez kpt. Ferdynanda Trojnickiego, następnie przez Zygmunta Bierowskiego ps. „Piwski”;
- ideologiczny – kierowany początkowo przez Zbigniewa Grada, od jesieni 1943 roku przez Henryka Pantaka ps. „Leśny”;
- organizacyjny – kierowany przez Bogusława Hrynkiewicza ps. „Aleksander”, następnie przez Władysława Wacha;
- wywiadowczy – kierowany przez Czesława Kłobuta ps. „Sławek” (zastrzelony za współpracę z gestapo 18 września 1943 roku);
- propagandy – kierowany przez Jerzego Hibnera;
- młodzieżowy (tzw. „Młody Nurt”) – kierowany przez Jerzego Płażewskiego ps. „Zbyszek”;
- finansowy – kierowany przez Mariana Bogacza;
- kobiecy – początkowo kierowany przez nieznaną osobę o pseudonimie „Alicja”; po lutym 1943 roku wydział ten działał jako Związek Kobiet Czynu i był kierowany przez Danutę Przystasz);
- legalizacji i archiwum – kierowane przez Jana Rybickiego.

Wprowadzona w lutym 1943 roku sieć terytorialna dzieliła się na okręgi: Warszawa Miasto, warszawski, podlaski, lubelski, kielecki, krakowski, toruński, podkarpacki, lwowski, poznański, białostocki, pomorski i łódzki. Okręgi dzieliły się następnie na powiaty, rejony (w miastach) i gminy. Na czele poszczególnych ogniw stali tzw. delegaci, następnie (od połowy 1942 roku) kierownicy i starostowie (w powiatach). W wyniku braku zaufanej kadry nie wszędzie powoływano władze okręgów. Struktury miały charakter umowny, gdyż w wyniku braku ludzi niemożliwe było ustanowienie władz.
Eksterytorialnym przedstawicielem XIII Pomorskiego Okręgu Ruchu w Warszawie był Jan Czarnecki ps. „Brodacz”, „Janusz”. Po jego aresztowaniu latem 1940 roku delegatem został Augustyn Träger ps. „Tragarz”, „T-1”, „Sęk”, a jego zastępcą Brunon Kowalski ps. „Witos”. Zdaniem historyka Andrzeja Gąsiorowskiego, Träger otrzymał od Czarneckiego polecenie pozostania na Pomorzu. Przed wojną Träger był pracownikiem operacyjnym wywiadu polskiego. Został wyznaczony do zadania ze względu na doświadczenie, niemieckie nazwisko, wykonywany przez niego zawód kupca oraz fakt, że jego żona pracowała jako stomatolog i posiadała gabinet dentystyczny, co ułatwiało organizacje spotkań.

## Historia

### Początki działalności
Organizacja powstała w Warszawie, w październiku lub w listopadzie 1939 roku. Wśród jej inicjatorów znaleźli się oficerowie, pracujący przed wojną w Oddziale II Sztabu Głównego Wojska Polskiego. Nazwę, nawiązującą do tytułu własnej gazety konspiracyjnej oraz do idei pracy u podstaw i walki, nadano w listopadzie 1939 roku. Początkowo „Ruch i Pług” działał wyłącznie w województwie warszawskim.
W grudniu 1939 roku na Pomorzu powołano XIII Pomorski Okręg Ruchu „Miecz i Pług”. W wyniku masowych aresztowań latem 1940 roku działalność Ruchu „Miecz i Pług” na Pomorzu została zakłócona. Do końca 1940 roku Ruch „Miecz i Pług” zorganizował struktury na Podkarpaciu, województwie kieleckim, województwie lubelskim i okolicach Radomia. Prace organizacyjne przerwały masowe aresztowania gestapo, odbywające się latem i jesienią 1940 roku.
Ruch „Miecz i Pług” nie podporządkował się strukturom Polskiego Państwa Podziemnego. W kwietniu 1940 roku Ruch „Miecz i Pług” przystąpił do Komitetu Porozumiewawczego Organizacji Niepodległości. W następnych miesiącach Miecz i Pług prowadził samodzielną inicjatywę konspiracyjną na polu politycznym, wojskowym i administracyjnym.
Okres ponownego rozwoju organizacji przypada na okres od początku 1941 do jesieni 1943 roku. 2 października 1942 roku, po przyłączeniu części Korpusu Ochrony Pogranicza i części Organizacji Wojskowej „Wilki”, Miecz i Pług przyjął nazwę Zjednoczenie Organizacji „Polska Żyje”.

### 1943 rok
Na początku 1943 roku (według innego źródła 15 listopada 1942 roku) powołano Armię Podziemną Ruchu „Miecz i Pług” (AP). AP powstało i rozwijało się w wyniku przyłączenia do organizacji kilku grup konspiracyjnych, m.in. Zbrojnego Pogotowania Narodu, Komendy Obrońców Polski (27 września 1942), Tajnej Organizacji Wojskowej „Gryf Pomorski”. Wydział Wojskowy Centralnego Kierownictwa Ruchu stał się komendą główną AP. Komendantami głównymi AP byli: płk czasu wojny L. Leś, mjr Stefan Orłowski ps. „Nałęcz” (od 20 września 1943 roku), płk Jan Kubina ps. „Turowicz”, „Jasiek”, „Światowid” (od grudnia 1943 roku). W marcu 1943 roku powołano referat zachodni do spraw okręgów na ziemiach wcielonych do III Rzeszy. W 1943 roku powołano jeszcze Inspektorat Samoobrony, dowodzony (od września 1943 roku) przez Władysława Byszka. Podlegały mu tzw. Oddziały Samoobrony, zajmujące się bieżąca walką. Wszystkie okręgi miały obowiązek zorganizować Oddziały, liczące od 20 do 25 osób. Według danych wywiadowczych AK, Oddziały zajmowały się głównie napadami na spółdzielnie zbierające kontyngenty. Odnotowano działalność Oddziałów w województwie kieleckim, Podkarpaciu oraz w okolicach Garwolina.
Od początku istnienia Ruchu „Miecz i Pług”, Związek Walki Zbrojnej (ZWZ; 14 lutego 1942 roku przekształcona w Armię Krajową, AK) zabiegała o przyłączenie Ruchu w jej struktury. Pierwsze źródło świadczące o zainteresowaniu ZWZ Ruchem pochodzi z 15 kwietnia 1940 roku. 10 grudnia 1941 roku gen. Stefan Rowecki wystosował pismo do Anatola Słowikowskiego z propozycją przyłączenia Ruchu „Miecz i Pług” w struktury ZWZ. W odpowiedzi Słowikowski zażądał dziesięć warunków, które miały zachować autonomię organizacji, co spotkało się z dezaprobatą ZWZ. W tym samym czasie część członków Ruchu „Miecz i Pług” samodzielnie szukała kontaktów z ZWZ.
19 grudnia 1942 roku AK wydała Mieczowi i Pługowi decyzję o podporządkowaniu się jej. Ruch „Miecz i Pług” nie zdecydował się na przyłączenie do AK, jednak w 1943 roku okręg pomorski nawiązał współpracę z wywiadem AK. W 1943 roku do Ruchu „Miecz i Pług” przyłączyło się kilka grup konspiracyjnych. W ten oto sposób powstały Zjednoczone Organizacje Ruchu „Miecz i Pług”. Wiosną 1943 roku, z inicjatywy Józefa Dambka Miecz i Pług podporządkował się Tajnej Organizacji Wojskowej „Gryf Pomorski”. Decyzję usankcjonowano umową, podpisaną w lipcu 1943 roku. W sierpniu 1943 roku Ruch „Miecz i Pług” nawiązał kontakt z Zakonem Odrodzenia Narodu, aktywnym w okolicach Lwowa, Pokucia i Kołomyi.

### Rozpad Ruchu
Podporządkowany „Gryfowi Pomorskiemu” Miecz i Pług przeszedł kryzys w wyniku ujawnienia współpracy z gestapo czterech członków ścisłego kierownictwa (m.in. Anatola Słowikowskiego ps. „Andrzej Nieznany”, Zbigniewa Grada ps. „dr Zbyszek”, Czesława Kłobuta ps. „Sławek”). Kolaboranci zostali zlikwidowani dnia 18 września 1943 roku. Ze względu na podejrzenia o działalność kolaborancką, w Delegaturze Rządu uznano, że kierownictwo Ruchu było niemiecką agenturą. W wyniku tego 18 września 1943 roku w centrali Ruchu zorganizowano spisek, podczas którego zlikwidowano kolaborantów.
Nie wiadomo, na jakich zasadach i w jakim stopniu kolaboranci współpracowali z III Rzeszą. Zdaniem dziennikarza i autora opracowań o II wojnie światowej Jerzego Ślaskiego, Słowikowski i Grad mieli nawiązać kontakt z gestapo w 1940 roku. Historyk Bogdan Chrzanowski stwierdził, że kontakty kierownictwa z gestapo nie miały charakteru współpracy i zdrady. Historyk Robert Spałek zwrócił uwagę, że oskarżenie o współpracę z gestapo mogła po części stanowić prowokacja Bogusława Hrynkiewicza, który w 1942 roku nawiązał współpracę z NKWD i na jej zlecenie penetrował struktury Ruchu „Miecz i Pług” oraz dążył do rozpadu organizacji.
27 kwietnia, gdy część powstańców z getta warszawskiego opuszczała teren getta, by dołączyć do polskich partyzantów, członkowie organizacji wydali ich Niemcom na śmierć.
Wielu członków Ruchu „Miecz i Pług” odeszło z organizacji, a nowe kierownictwo nie było w stanie zapanować nad sytuacją. W styczniu 1944 roku kierownictwo Ruchu „Miecz i Pług” zadeklarowało chęć podporządkowania się Armii Podziemnej – Siłom Zbrojnym w Kraju. Decyzję przekazano Komendzie Głównej AK i Delegaturze Rządu na Kraj. Komendant Główny AK Tadeusz „Bór” Komorowski zalecił ostrożny kontakt z członkami Ruchu. Wobec niechęci Komendy Głównej i Delegatury Rządu Ruch „Miecz i Pług” przyłączył się do Narodowych Sił Zbrojnych (NSZ). 17 lipca 1944 roku doszło do scalenia NSZ z AK.
10 lipca 1944 roku Miecz i Pług podporządkował się Narodowym Siłom Zbrojnym. Formacje Związku Kobiet Czynu formalnie rozwiązano w listopadzie 1944 roku.

### „Miecz i Pług” w powstaniu warszawskim
Oddziały Ruchu „Miecz i Pług” i poszczególni żołnierze wywodzący się z Ruchu brali udział w powstaniu warszawskim. Ze względu na niepowiadomienie przez dowództwo AK podczas godziny „W” Armii Podziemnej „Miecza i Pługu”, poszczególne oddziały rozpoczęły walkę o różnych godzinach. Członkowie Ruchu przynależeli m.in. do batalionu „Gozdawa”. Żołnierze Ruchu walczyli głównie na Starym Mieście i Śródmieściu.

## Działalność
Miecz i Pług prowadził działalność wywiadowczą, partyzancką i propagandową. Organizacja wydawała 42 tytuły centralne i regionalne, ulotki, odezwy, podręczniki, powieści (m.in. Dywizjon 303 Arkadego Fiedlera, wydrukowana w 1943 roku w 2 tys. egzemplarzy oraz Kamienie na szaniec Aleksandra Kamińskiego jesienią 1943 roku, również w nakładzie 2 tys. sztuk), broszury szkoleniowe („Podręcznik Dowódcy Plutonu”, „Walki uliczne”). W sumie Ruch „Miecz i Pług” wydał ok. 40 tytułów kolportowanych na terenie okupowanej Polski.
W maju 1942 roku Ruch „Miecz i Pług” utworzył Pocztę Podziemną. Emitowane znaczki pocztowe o nominałach od 25 gr do 2 zł przedstawiały obrazy Polskich Sił Zbrojnych oraz z życia okupacyjnego.
Głównymi zadaniami okręgów były prowadzenie działalności propagandowym, wywiadowczej oraz samoobrona. Augustyn Träger dowodził grupą „Bałtyk-3”, która 24 kwietnia 1943 roku wykryła wyrzutnię rakiet V-2 w Peenemünde na wyspie Wolin i przekazała informacje AK. Działalność organizacji została sparaliżowana przez aresztowania gestapo. Do końca marca 1943 roku do KL Stutthof wywieziono co najmniej 117 członków organizacji.

## Członkowie
Nieznana jest dokładna liczba członków. W 1940 roku powstała samodzielna jednostka bojowa „MiP” licząca ok. 1500 członków. W szczytowym momencie działalności, przypadające na 1943 rok, Miecz i Pług liczył od 15 do 32 tys. członków. Ok. 2 tys. stanowiły kobiety. Po rozpadzie organizacji członkowie dołączyli do AK. Po II wojnie światowej członkowie Ruchu „Miecz i Pług” ujawnili się, po czym byli prześladowani przez reżim komunistyczny.

## Obszar działalności
Miecz i Pług działał w centrum i północnych regionach Polski. Na Pomorzu Ruch „Miecz i Pług” był (obok Szarych Szeregów i Grunwaldu) jedną z ważniejszych organizacji konspiracyjnych.
Na Pomorzu (jako XIII Pomorski Okręgu Ruchu „Miecz i Pług”) organizacja miała swoje komórki początkowo w: Bydgoszczy, Gdyni, Grudziądzu, Pucku, Tucholi i Wąbrzeźnie, po 1942 roku również w: Elblągu, Gdańsku, Kadynach, Malborku, Orłowie i Tczewie, Tolkmicku. W tym samym okresie rozbudowano sieć w Bydgoszczy, gdzie powstała Konspiracyjna Szkoła Małoletnich Lotnictwa. Trasy łączności z Warszawy do Bydgoszczy przebiegały przez Toruń oraz Nasielsk i Elbląg. Duża aktywność na Pomorzu wiąże się z działalnością ks. Leona Poeplau ps. „Wolan”, który w 1939 roku dwukrotnie przyjeżdżał na Pomorze w celu nawiązania kontaktów oraz rozpoznania warunków okupacyjnych.